# وليد ألي
وليد ألي (بالإنجليزية: Waleed Aly)‏ هو كاتب العمود وصحفي ومحامي وكاتب أغاني ومقدم تلفزيوني أسترالي، ولد في 15 أغسطس 1978 في ملبورن في أستراليا.

## روابط خارجية
- وليد ألي على موقع ميوزك برينز (الإنجليزية)